# Villaluenga de la Vega
Villaluenga de la Vega là một đô thị trong tỉnh Palencia, Castile và León, Tây Ban Nha. Theo điều tra dân số 2004 (INE), đô thị này có dân số là 667 người.